# Clarence Cecil Moore

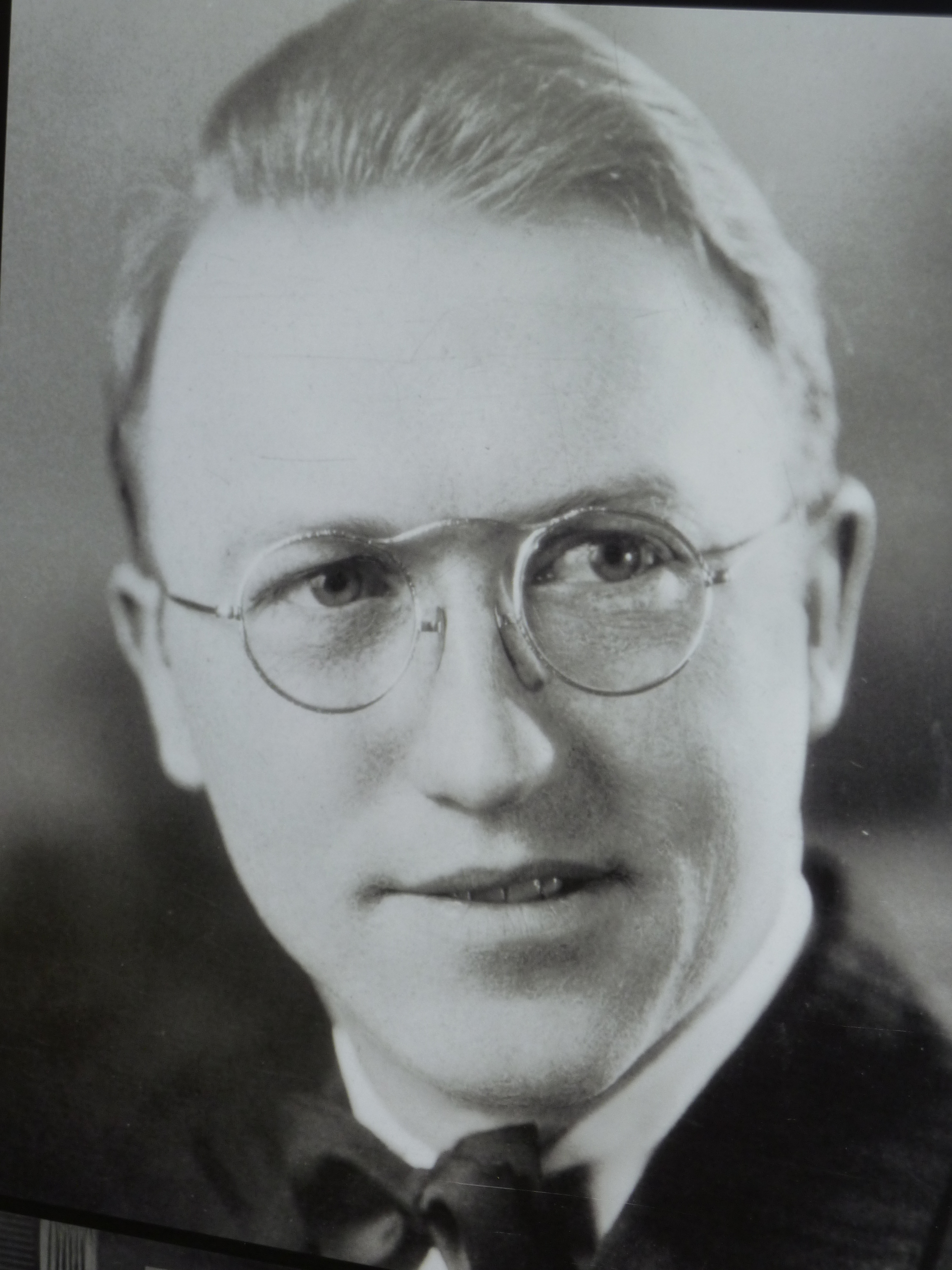
Clarence C. Moore (ca. 1930)

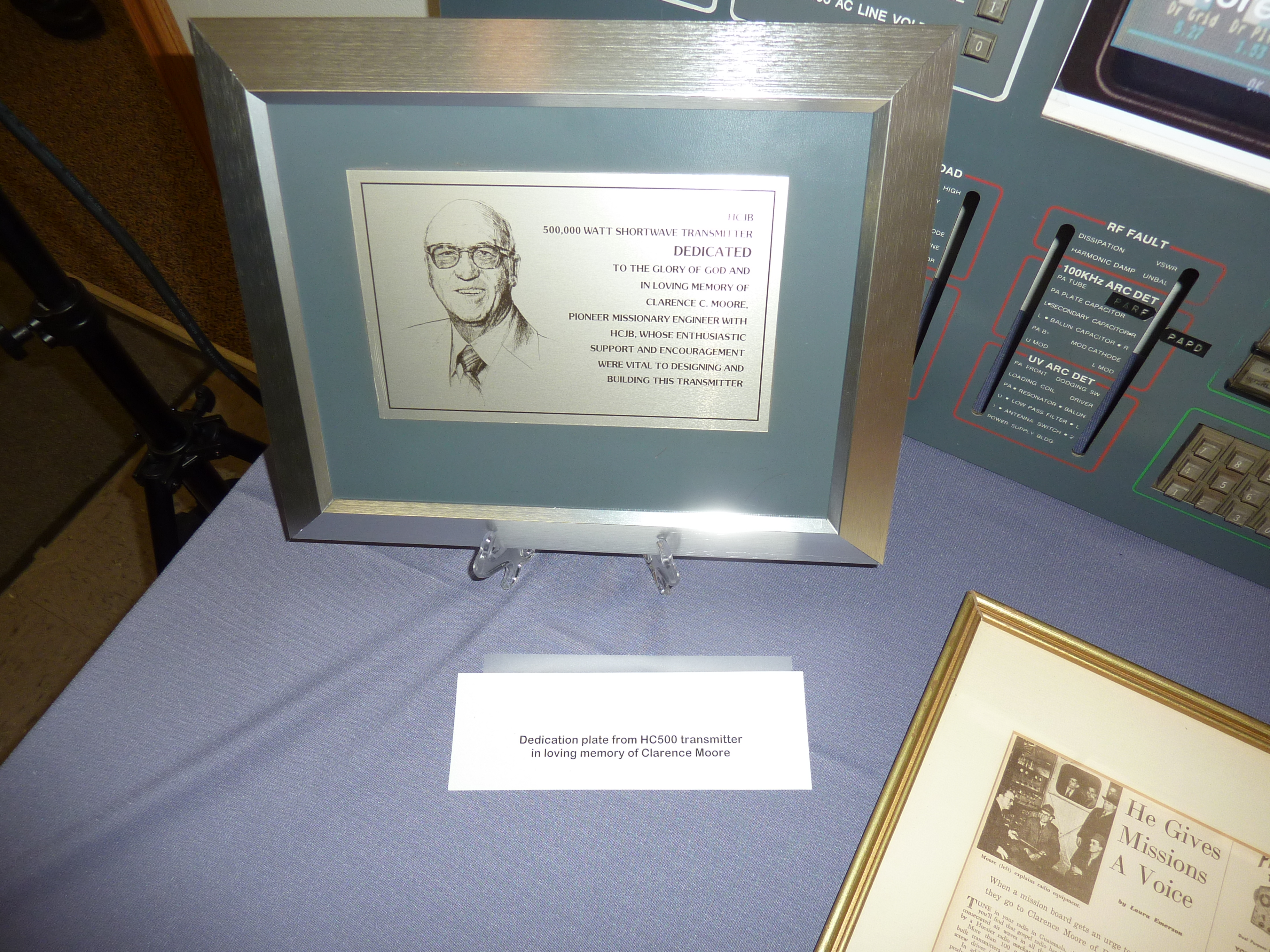
Erinnerungsplakette an Clarence C. Moore aus Anlass seiner Beiträge bei der Errichtung des Kurzwellensenders für Radio HCJB mit 500 kW Ausgangsleistung. Er starb zwei Jahre bevor das Projekt 1981 vollendet wurde.

Clarence Cecil Moore (* 1904; † 24. Januar 1979) war ein amerikanischer Pfarrer, Missionar, Hochfrequenz-Ingenieur, Unternehmer und Firmengründer. Darüber hinaus war er Erfinder und Funkamateur. Sein Rufzeichen lautete W9LZX.

## Leben
Clarence Moore hatte Anfang der 1940er-Jahre in Quito, der Hauptstadt Ecuadors, für Radio HCJB gearbeitet, einer gemeinnützigen christlichen Missionsstation mit angeschlossenem Rundfunksender. Ihm fiel auf, dass bei der dort verwendeten Sendeantenne, einer Yagi-Uda-Antenne mit vier Elementen, die Elementenden abbrannten. Als Hochfrequenztechniker erkannte er, dass dies auf Koronaentladungen (Elmsfeuer) zurückzuführen war, da sich die Luft in den dortigen 3000 m Höhe ionisierte. Um dem abzuhelfen, sann er über eine geschlossene Antennenkonstruktion (ohne Enden) nach und erfand die Quadantenne. 
Nach seiner Rückkehr in die USA meldete er am 8. Mai 1947 die von ihm als „Quad“ bezeichnete neue Antennenbauform unter der Nummer 2,537,191 beim US-Patentamt an. Sie erfreut sich bis heute nicht nur im Amateurfunkdienst großer Beliebtheit.
Darüber hinaus war es ihm ein Anliegen, christliche Rundfunkanstalten wie HCJB mit hochwertigen elektronischen Produkten beliefern zu können. Er gründete im Jahr 1947 die International Radio and Electronics Corporation (IREC) und baute einen ehemaligen Hühnerstall zur ersten Produktionsstätte des angehenden Herstellers um. Zu den frühen Erzeugnissen gehörten besonders robuste Tonbandgeräte, hierzu meldete Moore im Jahre 1953 ein Patent an.
Seine Ehefrau und Mitbegründerin Ruby (1913–2002) schlug vor, den ihrer Meinung nach viel zu lang geratenen Firmennamen  drastisch zu kürzen und sie stattdessen einfach nur Crown zu nennen. Ihr Mann stimmte zu. Bis heute entwickelte sich daraus die Crown International, eine renommierte Firma, die inzwischen vor allem Leistungsverstärker und Mikrofone für die professionelle Tontechnik fertigt. Dazu trug Moore auch durch zahlreiche Erfindungen bei, wie beispielsweise das weltweit erste Tonbandgerät mit integrierter Endstufe.

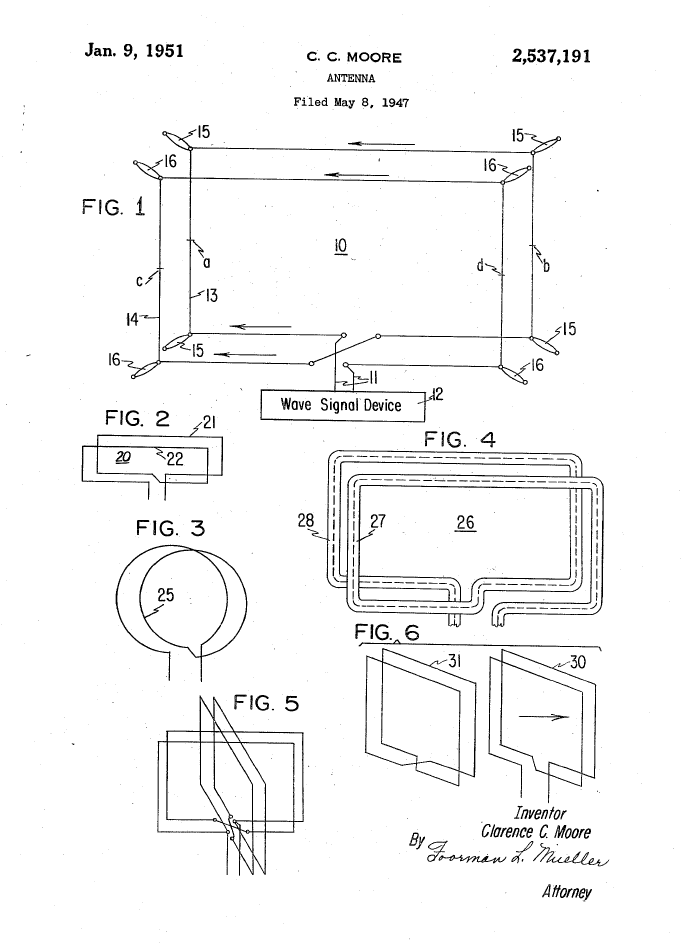
Zeichnung der Cubical Quad Antenne aus seiner Patentschrift.
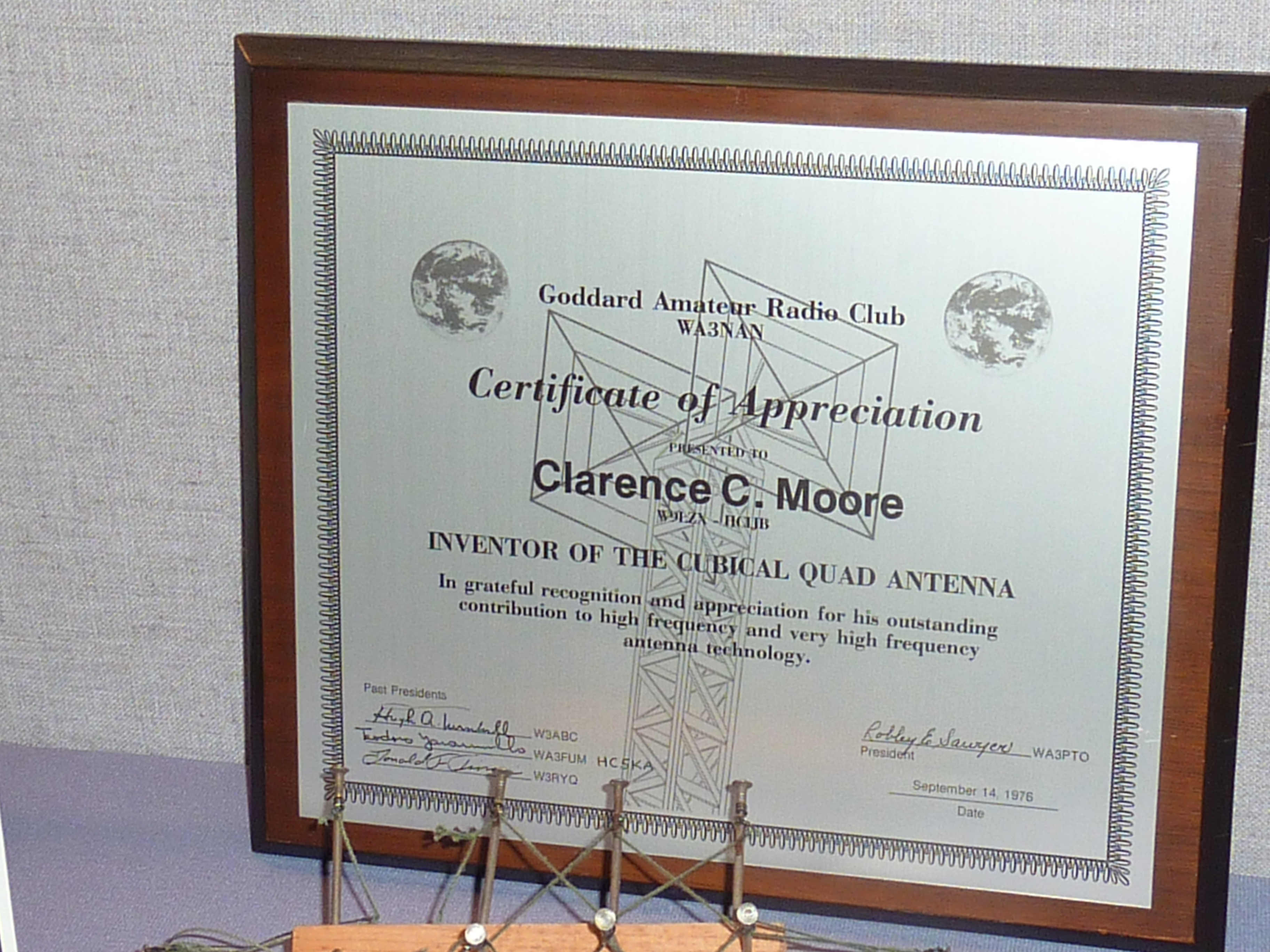
Anerkennungsplakette für seine Erfindung.
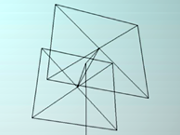
Eine typische Quadantenne.
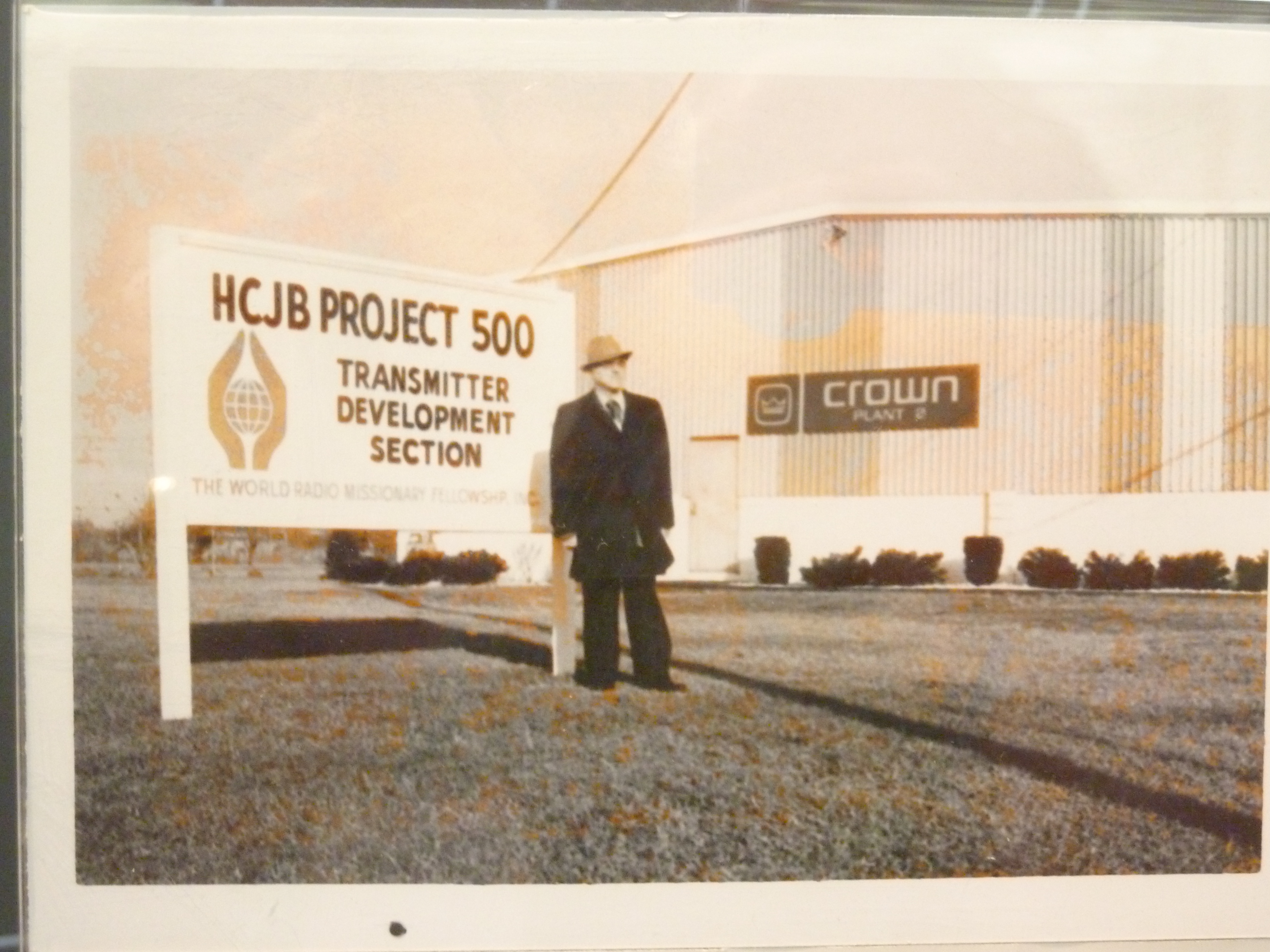
Moore vor seiner Firma. Das Schild mit der Aufschrift HCJB PROJECT 500 weist auf den 500‑kW-Sender hin.